# Defenders of Wildlife
Defenders of Wildlife (Défenseurs de la vie sauvage) est une organisation américaine à but non lucratif fondée en 1947 dont le but est de sensibiliser le public sur la cruauté de l'utilisation de pièges à mâchoires pour capturer les animaux à fourrure. L'organisation était à l'origine appelée Defenders of Fur Bearers (Défenseurs des animaux à fourrure) et sa mission était centrée sur les mammifères d’Amérique du Nord. Aujourd'hui, la mission de l'organisation est plus large et comprend des actions de préservation et de conservation des organismes, animaux et plantes, de préservation de la biodiversité et des menaces qui pèsent sur les habitats. Elle préconise l’action juridique et est souvent amenée à créer des groupes de pression pour défendre la loi sur la protection des espèces en danger ou menacées. Elle possède des bureaux aux États-Unis, au Canada et au Mexique.

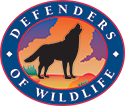
Logo des Défenseurs de la vie sauvage

Defenders of Wildlife concentre ses programmes sur la prévention de l'accélération du taux d'extinction des espèces et les pertes associées sur la diversité biologique et l'altération de l'habitat. Defenders of Wildlife préconise également de nouvelles approches pour la conservation de la faune qui aideront à conserver les espèces en péril. Ses programmes encouragent la protection d'écosystèmes entiers et interconnectés, tout en protégeant les habitats des prédateurs qui servent d’indicateurs de la santé de l'écosystème. Son organisation sœur, Defenders of Wildlife Action Fund (Fonds d'action des Défenseurs de la vie sauvage), mène les lobbies et travaille à influencer l'action législative. 

## Protection de la faune sauvage
La plupart des actions de l’organisation concernent la protection des carnivores et prédateurs d’Amérique du Nord, principalement les loups et les grizzlis, mais également la protection du lynx, de l'ours noir, du jaguar et de la panthère de Floride.

## Récompenses
Defenders of Wildlife a été nommée America's Best Wildlife Charity en 2005 par le magazine Reader's Digest.